# ИУС „Радован Трнавац Мића” Ваљево
| ИУС „Радован Трнавац Мића” |                                 |
|                            |                                 |
| Зграда Галерије            |                                 |
| Оснивач:                   | Град Ваљево                     |
| Основана:                  | 1997.                           |
| Седиште:                   | Сувоборска 48/1 · Ваљево Србија |
| Уметнички директор:        | Мирјана Војић                   |
| Структура:                 | - Галерија, атеље и стан        |
| Веб презентација           | http://ius-trnavac.org/         |

Интернационални уметнички студио „Радован Трнавац Мића” у Ваљеву је једна од јавних установа културе града. Студио је 1997. године основао Град Ваљево у адаптираном простору бившег градског кантара, са циљем да угости познате и признате уметнике широм света. У склопу Студија налази се стан, атеље и галерија.
Уметници у Студију остају месец дана, колико траје и њихова изложба у галерији. До данас је у галерији излагало око 300 уметника са готово свих континената и прикупљена је колекција значајних дела, која сигурно спада у најзначајнију збирку радова страних уметника у Србији од Другог светског рата до данас.
Галерија има свој уметнички савет састављен од угледних културних радника, два историчара уметности и једног уметника, који позива реномиране уметнике из целог света да буду гости, а основни критеријум су уметничке вредности. Галерија организује самосталне и групне изложбе.
Постоји жеља и интересовање да Интернационални уметнички студио прерасте у Музеј савременог интернационалног ликовног стваралаштва.